# Surkin
Surkin, de son vrai nom Benoît Heitz, est un artiste de musique électronique français originaire de Saint-Rémy-de-Provence. Depuis 2006, il est signé sur le label parisien Institubes sur lequel il sortira 4 EP et un mini-album.
Surkin s'est également fait connaitre en remixant des titres d'artistes comme Justice, Boys Noize, Chromeo, Goose, Yuksek, Foals, ou Para One.
Il forme également avec Bobmo le duo High Powered Boys.
En 2011, il monte le label Marble avec Para One et Bobmo. La même année il sort son premier album USA sur son label, un disque que le magazine anglais Mixmag le décrira comme « un des concept album les plus excitants du XXIe siècle. »
Courant 2013, Surkin a collaboré avec l'artiste britannique M.I.A., produisant le premier single de son nouvel album, Matangi, ainsi qu'avec la marque française Kenzo dont il signe la musique originale de la vidéo Tiger Fever . 

## Remixes
- Boys Noize - Don't Believe the Hype (Surkin Mix N°1)
- Boys Noize - Don't Believe the Hype (Surkin Mix N°2)
- Chromeo - Fancy Footwork
- DJ Mehdi - Lucky Boy
- Foals - Hummer
- Goose - Low Mode
- Justine Electra - Killalady
- Kate Wax - Catch the Buzz
- Klaxons - Golden Skans
- Para One - Midnight Swim
- Paul Johnson - Hot Caliente
- Spencer Parker - Open Your Eyes
- Teki Latex feat. Lio - Les Matins de Paris
- VHS or Beta - Burn It All Down
- Yuksek - Composer
- Justice - DVNO
- Nacho Lovers - Acid Life
- The Juan Maclean - One Day
- Bionic Commando - Bionic Commando Theme
- Canblaster - Totem (Surkin 'Gravity' Edit)
- Mademoiselle Yulia - Bam Me
- M.I.A. - Bad Girls
- Kavinsky - Odd Look